# Giovanni Caberlotto
Giovanni Caberlotto (Montebelluna, 27 febbraio 1941 – Montebelluna, 3 marzo 1997) è stato un imprenditore e dirigente sportivo italiano, ex presidente del Treviso Calcio.

## Biografia
Sposato e padre di due figli, a soli 23 anni fonda la Caber, un'azienda produttrice di scarponi da sci, poi ceduta alla Spalding nel 1974. Successivamente, insieme ai fratelli Alberto e Sergio, nel 1973 fonda la Lotto, azienda di calzature di Montebelluna, di cui è amministratore delegato. Il 1º aprile 1993 acquista da Eugenio Crotti il 90% dell'Associazione Calcio Treviso, rinominata in Treviso Foot-Ball Club 1993. 
Il 15 luglio ne assume la presidenza subentrando al dimissionario Vittorio Zanini e, con l'aiuto del direttore sportivo Renato Favero e dell'allenatore Giuseppe Pillon, apre il ciclo di fine anni novanta della squadra trevigiana: tris di promozioni consecutive e ritorno in Serie B nel 1997, dopo 42 anni di assenza. Proprio durante la cavalcata verso la serie cadetta Caberlotto muore il 3 marzo 1997, stroncato da un attacco di setticemia a 56 anni, in seguito a un'operazione chirurgica. La presidenza della società passa alla moglie Adriana, che traghetta la società fino alla promozione.